# 柯普兰猪笼草
柯普兰猪笼草（学名：Nepenthes copelandii）是菲律宾棉兰老岛特有的的热带食虫植物。原仅了解到其存在于达沃市附近的阿波火山及比斯利格附近的帕西安山（Mount Pasian），之后在整个棉兰老岛的许多山上都发现了柯普兰猪笼草。其也可能出现于甘米银岛附近。其得名于埃德温·柯普兰（Edwin Copeland）。其海拔分布范围为1100米至2400米。尚未发现柯普兰猪笼草的自然杂交种。也未有关于柯普兰猪笼草的变型或变种的描述。
自20世纪80年代以来，澳大利亚种植爱好者培育了大量产自阿波火山的科普兰猪笼草，该类群也被称为“N. sp. Philippines No. 2”。而产自帕西安山的类群进入种植的时间要比该类群晚得多。
柯普兰猪笼草属于非正式的“翼状猪笼草组”分类群下，其中还包括翼状猪笼草（N. alata）、塞西尔猪笼草（N. ceciliae）、绝灭猪笼草（N. extincta）、小花猪笼草（N. graciliflora）、汉密吉伊坦山猪笼草（N. hamiguitanensi）、奇坦兰山猪笼草（N. kitanglad）、仓田猪笼草（N. kurata）、莱特岛猪笼草（N. leyte）、棉兰老岛猪笼草（N. mindanaoensis）、内格罗斯岛猪笼草（N. negros）、拉莫斯猪笼草（N. ramos）、萨兰加尼猪笼草（N. saranganiensis）及超基猪笼草（N. ultra）。这些物种之间存在着许多共同特征，比如叶柄具翼、捕虫笼笼盖下表面基部存在附属物，及上位笼基部通常较宽。
在食虫植物数据库中，分类学家简·斯洛尔（Jan Schlauer ）将科普兰猪笼草视为翼状猪笼草的同物异名。

## 扩展阅读
- 食虫植物照片搜寻引擎中柯普兰猪笼草的照片 （页面存档备份，存于）

 维基共享资源上的相關多媒體資源：柯普兰猪笼草
 維基物種上的相關：柯普兰猪笼草